# Лапіно
Лапіно (пол. Łapino, нім. Lappin) — село в Польщі, у гміні Кольбуди Ґданського повіту Поморського воєводства.
Населення — 651 особа (2011).

## Демографія
Демографічна структура станом на 31 березня 2011 року:
|          | Загалом | Допрацездатний вік | Працездатний вік | Постпрацездатний вік |
| -------- | ------- | ------------------ | ---------------- | -------------------- |
| Чоловіки | 327     | 79                 | 226              | 22                   |
| Жінки    | 324     | 80                 | 193              | 51                   |
| Разом    | 651     | 159                | 419              | 73                   |